# NGC 99
NGC 99 là một thiên hà xoắn ốc trong chòm sao Song Ngư. Nó được nhà thiên văn học người Pháp Édouard Stephan phát hiện vào ngày 8 tháng 10 năm 1883.